# سوپرمکس (مالزی)
شرکت سهامی سوپرمکس برهاد (بورس مالزی: ۷۱۰۶) یا شرکت سهامی با مسئولیت محدود سوپرمکس، در سال ۱۹۸۷ به عنوان یک معامله‌گر و صادرکننده دستکش لاتکس شروع به فعالیت کرد و سپس در سال ۱۹۸۹ وارد عرصه تولید شد. این شرکت، بزرگ‌ترین برند تولیدکننده از این نوع در مالزی بوده و دومین تولیدکننده بزرگ دستکش لاستیکی در جهان است.
گروه سوپرمکس توسط داتو' سری استنلی تای و همسرش داتین سری چریل تان (Datin Seri Cheryl Tan) در سال ۱۹۸۷ به عنوان یک کسب‌و‌کار معامله توزیع دستکش لاتکس تأسیس شد.
سوپرمکس با حضور قوی در کانادا، آمریکا، انگلستان و برزیل موفق به بنا نهادن و ثبات برندهای خود شده است. به‌طور تقریبی تا ۱۰۰ درصد از تولیدات آن به مشتریان بخش پزشکی و دندانپزشکی صادر می‌شود.
شرکت‌های اصلی رقیب آن کیمبرلی-کلارک، آنسل، کاردینال هلث و میکروفلکس هستند.
در سال ۲۰۲۰ در هنگام دنیاگیری کووید-۱۹، به خاطر تقاضای بسیار زیاد برای دستکش‌های لاستیکی، قیمت سهام سوپرمکس تا ۵ برابر افزایش پیدا کرد. بنیانگذار شرکت، تای کیم سیم در اوایل ماه ژوئن ۲۰۲۰ دارایی خالص تخمینی یک میلیارد دلار را در بالاترین قیمت سهام برای خود به ثبت رساند
در ماه نوامبر ۲۰۲۰، این شرکت در مجموع ۷۵ میلیون رینگیت به صندوق دولتی کووید-۱۹ که برای مقابله با همه‌گیری راه‌اندازی شده بود، اهداء کرد.
در اکتبر ۲۰۲۱، ایالات متحده واردات از سوپرمکس را با استناد به موضوع کار اجباری در این شرکت، ممنوع کرد. یک ماه بعد، کانادا قراردادهای خود را فسخ کرد.
در روز ۱۵ ژوئن ۲۰۲۲، صندوق بازنشستگی دولتی نروژ سوپرمکس را به دلیل «ریسک غیرقابل‌ پذیرش دخالت این شرکت در نقض جدی حقوق بشر» تحت نظر قرار داد.